# Filmový festival a ceny Zlatý kůň

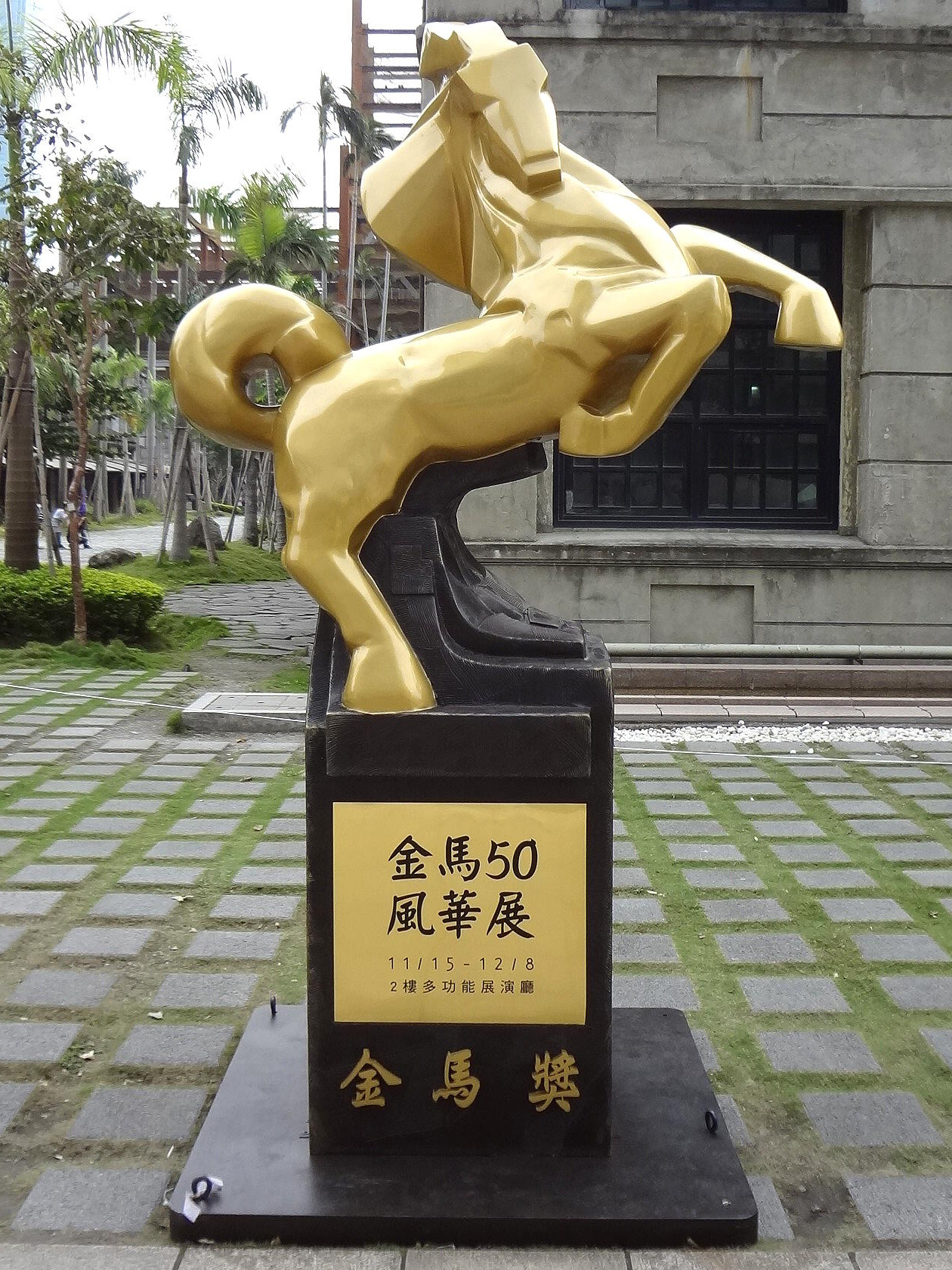
Zvětšenina sošky Zlatý kůň

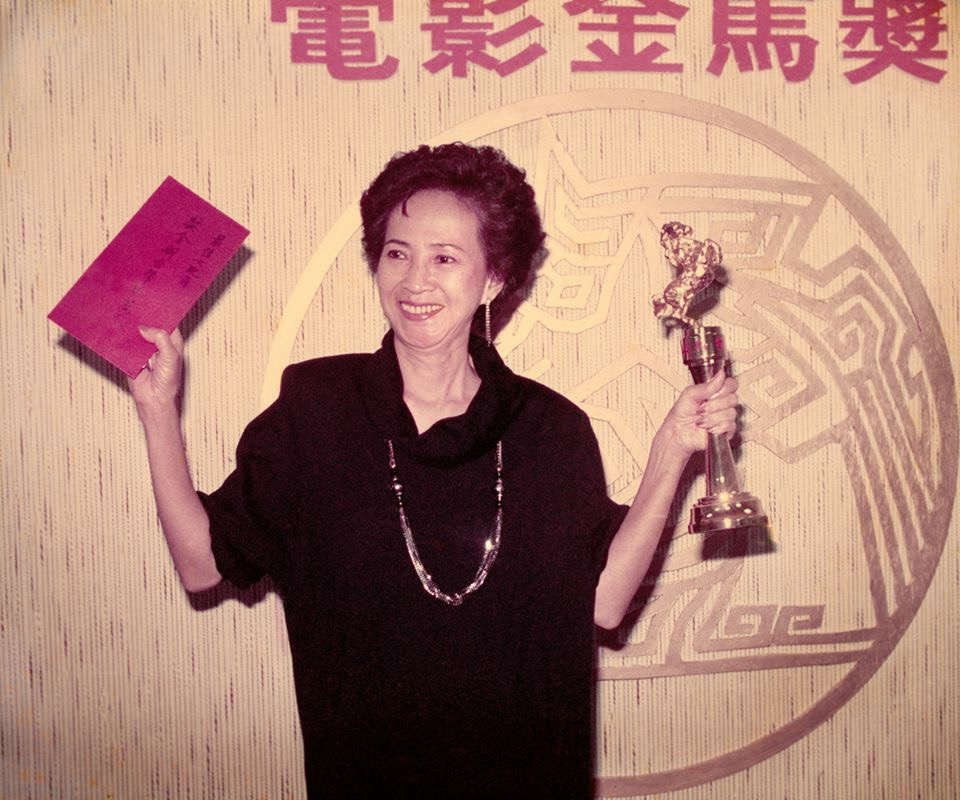
Předávání cen v roce 1985

Filmový festival a udílení cen Zlatý kůň (čínsky: 台北金馬影展) jsou každoroční filmový festival a s ním spojené slavnostní předávání cen konané na Tchaj-wanu. Založeny byly v roce 1962 Informačním úřadem vlády Čínské republiky (ROC) a nyní fungují jako nezávislá organizace. Ceremoniál se obvykle koná v listopadu nebo prosinci v Tchaj-peji.

## Přehled
Od roku 1990 jsou festival a ceny organizovány Nadací pro rozvoj filmového průmyslu R.O.C. Ta zřídila výkonný výbor s několika odděleními pro administrativu, marketing, projekty, soutěže a festivalové plánování.
Ceny Golden Horse jsou na Tchaj-wanu ekvivalentem Oskarů. Až do bojkotu pevninské Číny v roce 2019 byly považovány za jedno z nejprestižnějších filmových ocenění v čínsky mluvícím světě. Soutěží v nich čínsky mluvené filmy z Tchaj-wanu, Hongkongu, pevninské Číny a dalších zemí. Patří mezi čtyři hlavní čínsky mluvená ocenění (s Hong Kong Film Awards, Golden Rooster Awards a Hundred Flowers Awards) a jsou také jedním z hlavních ročních ocenění na Tchaj-wanu (spolu s Golden Bell Awards a Golden Melody Awards). 
Slavnostní předávání cen následuje po měsíčním festivalu, kde se promítají nominované filmy. Nominace se vyhlašují v říjnu. Ačkoli se konají ročně, byly zastaveny v letech 1964 a 1974 a bojkotovány v roce 2018. Vítěze vybírá porota a obdrží sošku Zlatého koně.

## Historie
Název Zlatý kůň (金馬), zavedený v roce 1962, pochází z ostrovů Ťin-men a Ma-cu, které jsou pod kontrolou Čínské republiky, a měl naznačovat její suverenitu.Cílem bylo podpořit čínskojazyčný filmový průmysl a ocenit vynikající filmy a tvůrce. Jedná se o jedno z nejprestižnějších ocenění v asijském filmovém průmyslu a pomáhá rozvoji čínsky mluvených filmů.
V roce 2019 Čínská filmová správa zakázala čínským filmům a filmařům účast kvůli politickému napětí spojenému s projevem tchajwanského filmaře o nezávislosti Tchaj-wanu v předchozím roce. Ang Lee, předseda výboru, zdůraznil, jak politika ovlivňuje umění. Následně rezignoval hongkongský režisér Johnnie To na funkci předsedy poroty.

## Přihlášky
Ceny se zaměřují nejen na komerční, ale i na umělecké filmy a dokumenty, což pomáhá podpoře filmového průmyslu. Soutěže se může zúčastnit jakýkoli film natočený primárně v čínštině. Od roku 1996 se mohou účastnit i filmy z pevninské Číny a několik z nich již získalo ocenění.

## Moderátoři
Prvních čtrnáct ročníků slavnostního předávání cen Golden Horse nemělo stálé moderátory. S pravidelným moderováním se začalo až od patnáctého ceremoniálu, kdy se této role ujali Ivy Ling Po a Wang Hao. Od té doby jsou obvykle každý rok dva moderátoři, často v kombinaci jedné osobnosti z Hongkongu a druhé z Tchaj-wanu.
Ceremoniál moderovala celá řada známých celebrit, například Jackie Chan, Eric Tsang, Kevin Tsai a Dee Hsu. V roce 2012 (49. ročník) byli moderátory Bowie Tsang a Huang Bo. Huang Bo se tehdy stal prvním moderátorem z pevninské Číny v historii filmového festivalu a cen Golden Horse.